# PGE (entreprise)
PGE Polska Grupa Energetyczna, ou PGE SA, ou encore PGE Group, est le principal producteur d'électricité polonais.
Elle opère 40 centrales, principalement à charbon (comme la centrale de Turów), et prévoit de construire deux centrales nucléaires, ainsi que de participer au projet de centrale nucléaire de Visaginas, en Lituanie.
Elle fait partie de l'indice STX EU Enlarge 15, indice regroupant des entreprises des pays entrés dans l'Union Européenne le 1er mai 2004.

## Histoire
En mai 2017, EDF annonce la vente de ses activités de production d'électricité à base de charbon et de gaz en Pologne à Polska Grupa Energetyczna pour un montant non dévoilé. En octobre 2017, les autorités polonaises de la concurrence (UOKiK) ont donné leur feu vert à la cession par EDF de ses activités dans le charbon et le gaz.[réf. nécessaire]